# Список политических партий Лихтенштейна
Ниже приведён список политических партий Лихтенштейна:
В Лихтенштейне многопартийная система, существуют две крупнейшие политические партии: Патриотический союз и Прогрессивная гражданская партия, доминирующие в ландтаге Лихтенштейна, и часто составляющие коалицию. Кроме того, существуют две меньшие оппозиционные партии «Демократы за Лихтенштейн» и «Свободный список», а также одна партия, не представленная в ландтаге, «Независимые».

## Список
| Логотип | Название | Название                                                       | Аббр. | Идеология                                                                               | Места    |
| ------- | -------- | -------------------------------------------------------------- | ----- | --------------------------------------------------------------------------------------- | -------- |
|         |          | Прогрессивная гражданская партия Fortschrittliche Bürgerpartei | FBP   | Национал-консерватизм, Экономический либерализм                                         | 10 из 25 |
|         |          | Патриотический союз (Лихтенштейн) Vaterländische Union         | VU    | Христианская демократия, либеральный консерватизм                                       | 10 из 25 |
|         |          | Свободный список Freie Liste                                   | FL    | Социал-демократия, зелёная политика                                                     | 3 из 25  |
|         |          | Демократы за Лихтенштейн Demokraten pro Liechtenstein          | DpL   | Правый популизм, экономический либерализм, социальный консерватизм, Христианские правые | 2 из 25  |
|         |          | Независимые Die Unabhängigen                                   | DU    | Правый популизм, критика миграции                                                       | 0 из 25  |

## Исторические партии
| Название                                                                        | Аббр. | Идеология               | Основана | Ликвидирована                                 |
| ------------------------------------------------------------------------------- | ----- | ----------------------- | -------- | --------------------------------------------- |
| Христианско-социальная партия Christlich-Soziale Partei Liechtensteins          | CSP   | Христианская демократия | 1960     | 1978                                          |
| Христианско-социальная народная партия Christlich-Soziale Volkspartei           | VP    | Социальный либерализм   | 1918     | 1936 Объединилась с LHD в Патриотический союз |
| Германское национальное движение Volksdeutsche Bewegung in Liechtenstein        | VDBL  | Нацизм                  | 1938     | 1945                                          |
| Лихтенштейнское отечество Liechtensteiner Heimatdienst                          | LHD   | Корпоративизм           | 1933     | 1936 Объединилась с VP в Патриотический союз  |
| Беспартийный список Überparteiliche Liste Liechtenstein                         | ULL   |                         |          |                                               |
| 1989                                                                            | 1990  |                         |          |                                               |
| Рабоче-крестьянская партия Partei der Unselbständig Erwerbenden und Kleinbauern |       |                         |          |                                               |
| Аграризм                                                                        | 1950  | 1953                    |          |                                               |